# Leicester Paul Beaufort
Leicester Paul Beaufort (* 1853 in Warburton; † 1926) war ein britischer Barrister und Kolonialgouverneur Nord-Borneos.

## Biografie
Beaufort war Sohn von Daniel Augustus Beaufort und seiner Frau Emily Newel, geborene Davis. Sein Großvater väterlicherseits war Rear-Admiral Sir Francis Beaufort. Während seiner Amtszeit als Gouverneur von Nord-Borneo fiel die Verwaltung Labuans mit in den Zuständigkeitsbereich des Gouverneurs von Nord-Borneo. Beaufort amtierte von Januar 1909 bis zum 16. Mai 1911 in Fort Jameson als Verwalter Nordwest-Rhodesiens (Barotseland).
Die Stadt Beaufort im malaysischen Bundesstaat Sabah ist nach Leicester Paul Beaufort benannt.